# Brant-Sud
Pour les articles homonymes, voir Brant.
Circonscription électorale fédérale du Canada
Brant-Sud ((en) Brant South) est une circonscription électorale fédérale du Canada de l'Ontario, représentée de 1867 à 1904.
C'est l'Acte de l'Amérique du Nord britannique de 1867 qui divise le comté de Brant en deux districts électoraux, Brant-Nord et Brant-Sud. Abolie en 1903, la circonscription est incorporée à Brantford.
La circonscription de Brant-Sud tient son nom de Joseph Brant, un chef mohawk habitant Brantford.

## Géographie
En 1882, la circonscription de Brant-Sud comprenait :
- les cantons de West Brantford, Onondaga et Tuscarora ;
- la cité de Brantford ;
- la ville de Paris.

## Députés
| Législature                             | Années    | Député           | Député                | Parti        |
| --------------------------------------- | --------- | ---------------- | --------------------- | ------------ |
| Brant-Sud                               |           |                  |                       |              |
| 1re                                     | 1867–1872 |                  | Edmund Burke Wood     | Libéral      |
| 2e                                      | 1872-1874 | William Paterson |                       | Libéral      |
| 3e                                      | 1874–1878 | William Paterson |                       | Libéral      |
| 4e                                      | 1878–1882 | William Paterson |                       | Libéral      |
| 5e                                      | 1882–1887 | William Paterson |                       | Libéral      |
| 6e                                      | 1887–1891 | William Paterson |                       | Libéral      |
| 7e                                      | 1891–1896 | William Paterson |                       | Libéral      |
| 8e                                      | 1896–1897 |                  | Robert Henry          | Conservateur |
| 8e                                      | 1897-1900 |                  | Charles Bernhard Heyd | Libéral      |
| 9e                                      | 1900–1904 |                  | Charles Bernhard Heyd | Libéral      |
| Circonscription dissoute dans Brantford |           |                  |                       |              |